# Pales coxalis
Pales coxalis là một loài ruồi trong họ Tachinidae.